# O-2-Klasse
Die O-2-Klasse war eine U-Boot-Schiffsklasse der niederländischen Marine, von der 4 Einheiten bei Damen Schelde Naval Shipbuilding, Vlissingen gebaut wurden. Sie wurde nach dem Typschiff der Klasse benannt. Die Boote waren für die niederländischen Küstengewässer konzipiert.

## Geschichte
Der Entwurf der O-2-Klasse entstammt von M.F. Hay und P. Koster von der Whitehead & Company, Fiume. Die Boote bildeten das Rückgrat der U-Boot-Flotte der neutralen Niederlande während des Ersten Weltkrieges und wurden, nachdem sie technisch überholt waren, in den 1930er Jahren ausgemustert und verschrottet.

## Technische Daten
- Verdrängung: Überwasser 134 Tonnen, Getaucht 149 Tonnen
- Länge: Gesamt 32,13 m
- Breite: Gesamt 3,3 m
- Tiefgang: 2,73 m
- Antrieb: Überwasser 280 PS, Getaucht 145 PS
- Geschwindigkeit: Überwasser 11,0 kn, Getaucht 8,0 kn
- Reichweite: Überwasser 500 sm bei 8 kn, Getaucht 35 sm bei 7 kn
- Torpedorohre: 2 (Bug)
- Torpedos: 4
- Tauchtiefe: 25 m (maximale Tauchtiefe)
- Besatzung: 4 Offiziere und 6 Mann

## Boote der Klasse
| Name | Kiellegung        | Stapellauf      | Indienststellung | Außerdienststellung |
| ---- | ----------------- | --------------- | ---------------- | ------------------- |
| O 2  | 11. Oktober 1909  | 30. Januar 1911 | 1. Dezember 1911 | 1930                |
| O 3  | 31. Dezember 1910 | 30. Juli 1912   | 11. Februar 1913 | 1932                |
| O 4  | 15. Juni 1912     | 5. August 1913  | 17. Juni 1914    | 1935                |
| O 5  | 15. Juni 1912     | 2. Oktober 1913 | 20. August 1914  | 1935                |